# Tư bản thương nghiệp

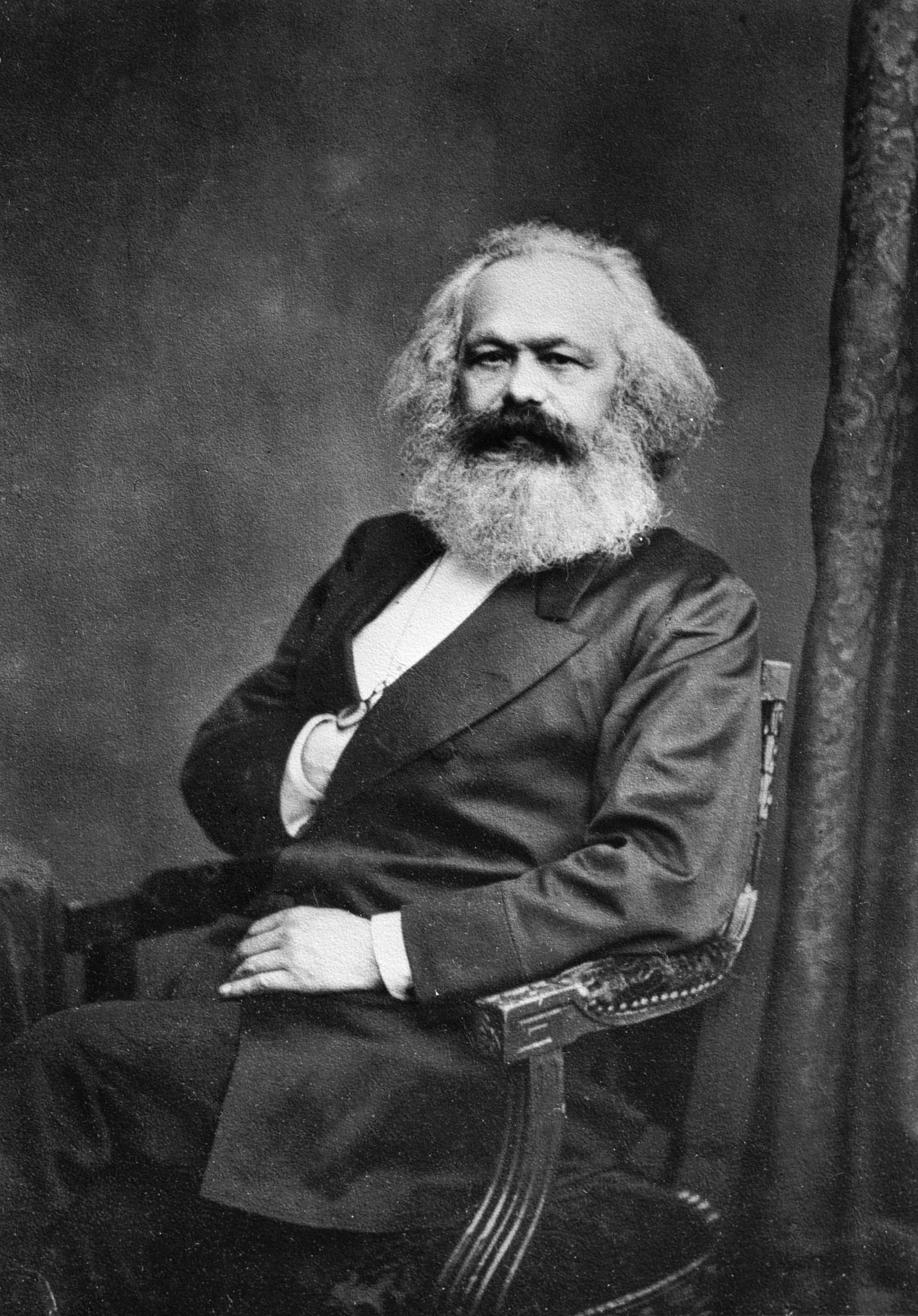
Mác

Tư bản thương nghiệp theo kinh tế chính trị Marx-Lenin là một bộ phận tư bản công nghiệp tách ra chuyên đảm nhận khâu lưu thông hàng hóa. Hoạt động của tư bản thương nghiệp chỉ là những hoạt động phục vụ cho quá trình thực hiện giá trị hàng hóa của tư bản công nghiệp. Công thức vận động của nó là: T - H - T'.

## Đặc điểm
Tư bản thương nghiệp xuất hiện rất sớm trong lịch sử. Nó tồn tại trên cơ sở lưu thông hàng hóa và lưu thông tiền tệ. Trước chủ nghĩa tư bản, lợi nhuận của tư bản thương nghiệp chủ yếu là do mua rẻ, bán đắt.
Tư bản thương nghiệp có đặc điểm vừa phụ thuộc vào tư bản công nghiệp, vừa có tính độc lập tương đối. 
- Sự phụ thuộc thể hiện ở chỗ: tư bản thương nghiệp chỉ là một bộ phận của tư bản công nghiệp tách rời ra.
- Tính độc lập tương đối biểu hiện ở chỗ: chức năng chuyển hóa cuối cùng của hàng hóa thành tiền trở thành chức năng riêng biệt tách khỏi tư bản công nghiệp, nằm trong tay người khác.

Khi tư bản thương nghiệp xuất hiện, nó có vai trò và lợi ích to lớn đối với xã hội, vì:
- Nhờ có thương nhân chuyên trách việc mua - bán hàng hóa nên lượng tư bản ứng vào lưu thông và chi phí lưu thông nhỏ hơn khi những người sản xuất trực tiếp đảm nhiệm chức năng này.
- Nhờ có thương nhân chuyên trách việc mua - bán hàng hóa, người sản xuất có thể tập trung thời gian chăm lo việc sản xuất, giảm dự trữ sản xuất, nâng cao hiệu quả kinh tế, tăng giá trị thặng dư.
- Nhờ có thương nhân chuyên trách việc mua - bán hàng hóa, sẽ rút ngắn thời gian lưu thông, tăng nhanh chu chuyển tư bản, từ đó tăng tỷ suất và khối lượng giá trị thặng dư hàng năm.

## Lợi nhuận thương nghiệp
Tư bản thương nghiệp nếu chỉ giới hạn trong việc mua và bán hàng hóa (không kể đến việc chuyên chở, bảo quản, đóng gói) thì không tạo ra giá trị và giá trị thặng dư. Lợi nhuận thương nghiệp là một phần giá trị thặng dư được tạo ra trong quá trình sản xuất mà tư bản công nghiệp nhường cho tư bản thương nghiệp, để tư bản thương nghiệp bán hàng hóa cho mình.
Lợi nhuận thương nghiệp là hình thức biến tướng của giá trị thặng dư. Nguồn gốc của nó cũng là một bộ phận lao động không được trả công của công nhân. Tư bản công nghiệp "nhường" một phần giá trị thặng dư cho tư bản thương nghiệp bằng cách bán hàng hóa thấp hơn giá trị thực tế của nó, để rồi tư bản thương nghiệp bán đúng giá trị, thu về lợi nhuận thương nghiệp.
Ví dụ:
Tư bản công nghiệp ứng ra 900 để sản xuất hàng hóa với cấu tạo hữu cơ là 4/1, tỷ suất giá trị thặng dư là 100%, tư bản cố định hao mòn hết trong một năm.
- Tổng giá trị hàng hóa là: 720c + 180 v + 180m = 1.080
- Tỷ suất lợi nhuận là: 180/900 x 100% = 20%.

Để lưu thông được số hàng hóa trên, giả định tư bản công nghiệp phải ứng thêm 100 nữa, tỷ suất lợi nhuận chỉ còn là: [180/(900+100)] x 100% = 18%
Nếu việc ứng 100 này không phải là tư bản công nghiệp mà tư bản thương nghiệp ứng ra, thì nó cũng được hưởng một lợi nhuận tương ứng với 100 tư bản là 18.
Vậy tư bản công nghiệp phải bán hàng hóa cho tư bản thương nghiệp với giá thấp hơn giá trị:
720c + 180v + (180m - 18m) = 1062. Còn tư bản thương nghiệp sẽ bán hàng hóa theo đúng giá trị, tức là 1.080 để thu được lợi nhuận thương nghiệp là 18.
Việc phân phối giá trị thặng dư giữa nhà tư bản công nghiệp và tư bản thương nghiệp diễn ra theo quy luật tỷ suất lợi nhuận bình quân thông qua cạnh tranh và thông qua chênh lệch giữa giá cả sản xuất cuối cùng (giá bán lẻ thương nghiệp) và giá cả sản xuất công nghiệp (giá bán buôn công nghiệp).